# Варіації хот-догу

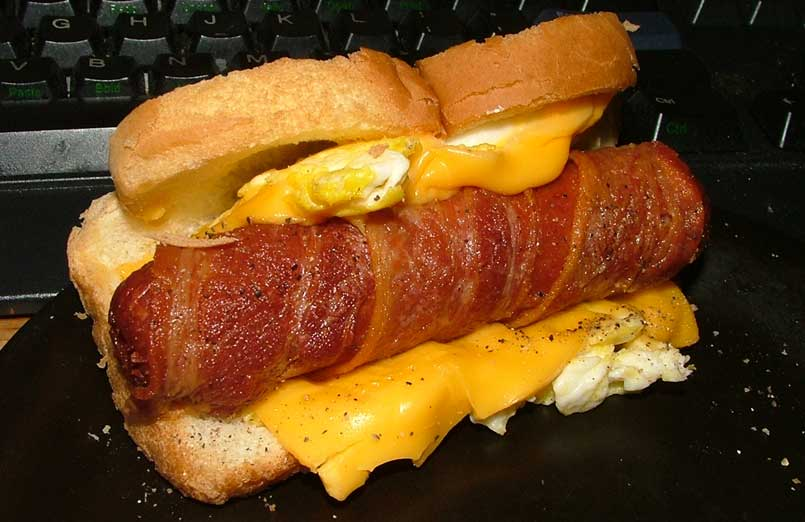
Хот-Дог з Нью-Джерсі з сиром та беконом

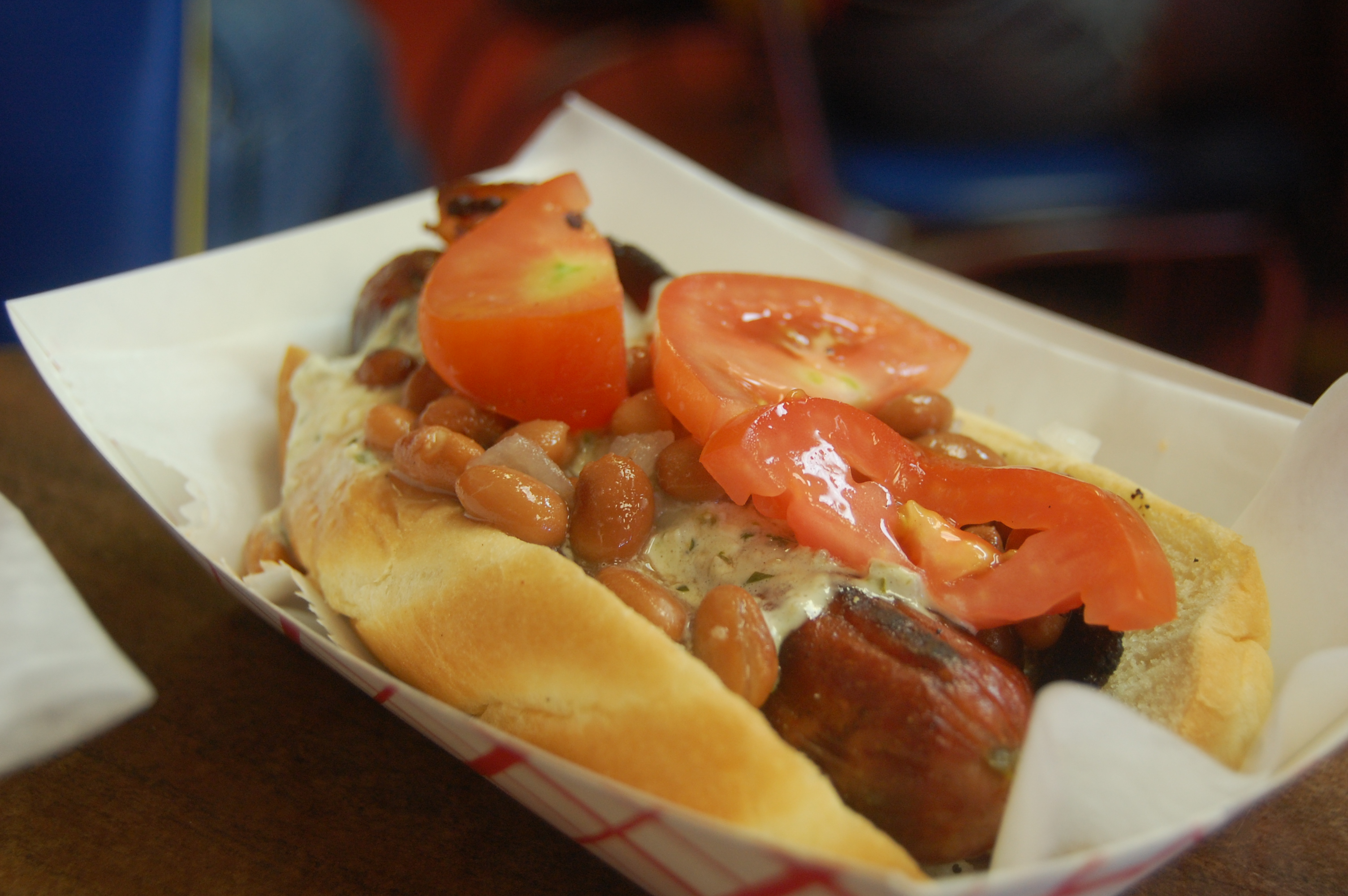
Соноранський хот-дог з бобами пінто, помідорами та плавленим сиром

Різні регіони світу мають власні варіації хот-догу в залежності від виду м'яса, що використовують, доданих приправ і способу його приготування.

## Сполучені Штати

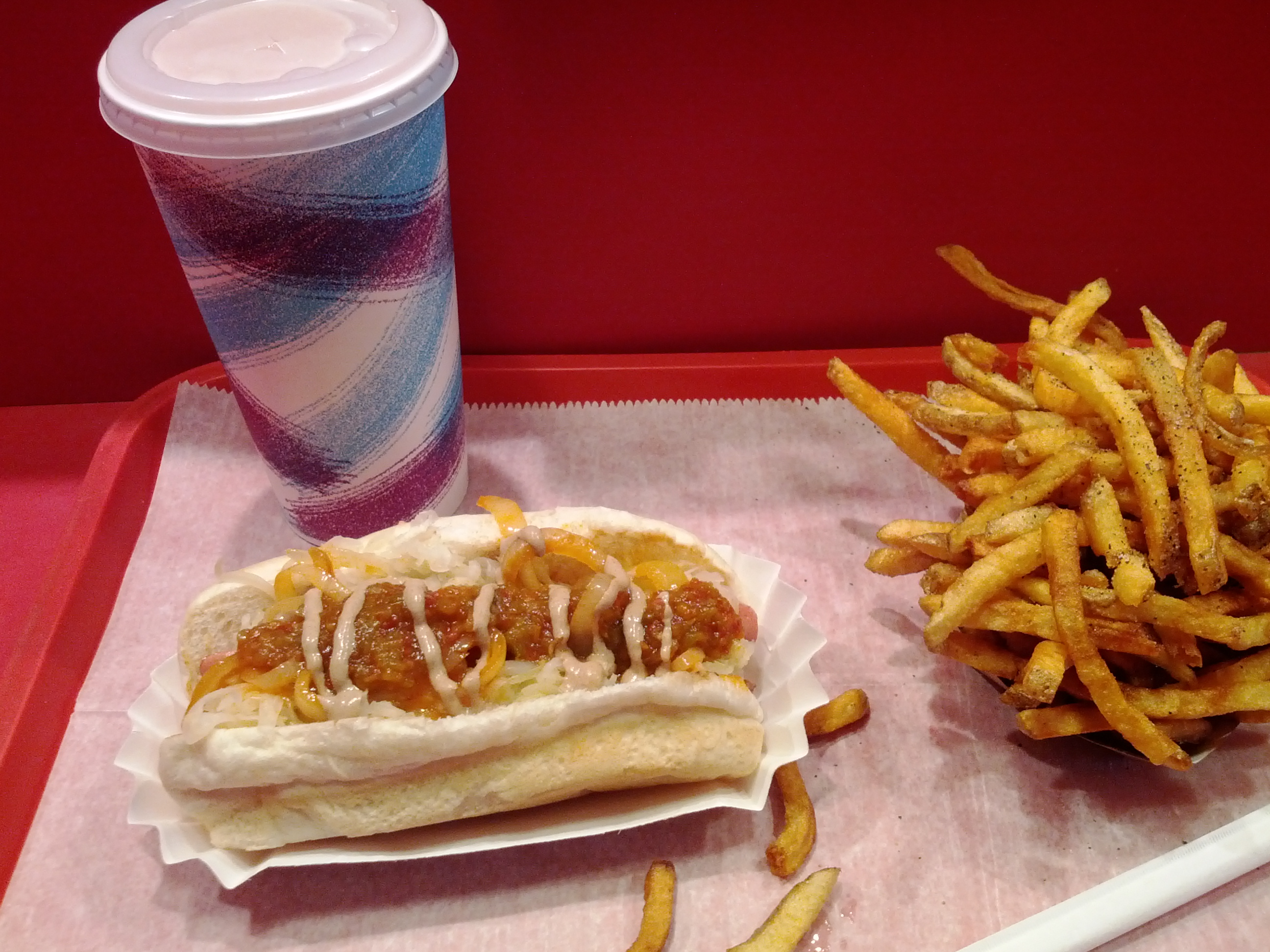
Супер-Дупер сосиска з Ферфілда, Коннектикут.

Хот-доги — дуже популярна страва на всій території Сполучених Штатів. Існує безліч регіональних варіацій. В Алясці, Аризоні, Каліфорнії, Конектикуті тощо.

### Аляска
Хот-доги, виготовлені з м'яса карибу, продаються як «олень-доги» по всій Алясці.

### Аризона
Соноранський хот-дог популярний у Тусоні, Фініксі та інших місцях південної Аризони, а також у сусідньому мексиканському штаті Сонора, де він і з'явився.